# Entstalinisierung
Die Entstalinisierung war eine Reihe von politischen, wirtschaftlichen und gesellschaftlichen Reformen seitens der Staats- und Parteiführung der Sowjetunion, die sich gegen den bisherigen Stalinismus richteten. Dabei sollte der Personenkult um den 1953 verstorbenen Josef Stalin beendet, die staatlich ausgeübte Gewalt eingeschränkt, die Konsumwirtschaft gefördert und Raum für Ambivalenzen in Partei und Kultur geschaffen werden. Nach zögerlichen Anfängen wurde die Entstalinisierung mit Chruschtschows Rede auf dem XX. Parteitag der KPdSU 1956 offizielle Parteilinie. In anderen Ländern des Ostblocks wurde sie mit unterschiedlicher Intensität nachvollzogen.

## „Stille Entstalinisierung“ 1953–1956: Vom Tod Stalins bis zur Geheimrede Nikita Chruschtschows
Erste Maßnahmen der Entstalinisierung leitete der sowjetische Innenminister Lawrenti Beria drei Wochen nach Stalins Tod ein. Er verbot Misshandlungen während der Untersuchungshaft, rehabilitierte die Kreml-Ärzte, die unmittelbar vor Stalins Tod einer politischen Verschwörung bezichtigt worden waren, stärkte die nationalen Kader in den Teilrepubliken und stellte die Arbeit des „Ausschusses für konterrevolutionäre Verbrechen“, eines der zentralen staatlichen Repressionsorgane, ein. Am bedeutendsten war jedoch wohl die Entlassung von etwa 1,2 Mio. Lagerinsassen aus den Straflagern. Allerdings galt diese Amnestie nur für Häftlinge, die eine Strafe von weniger als fünf Jahren verbüßten. Damit waren politisch Verfolgte von dieser Maßnahme ausgenommen. Im Zuge der Lockerung des Strafvollzugs kam es seit 1953 verstärkt zu Lageraufständen, die sich gegen die weiterhin schlechten Haftbedingungen richteten.
Die Jahre vom Tode Stalins bis zur Geheimrede Chruschtschows bezeichnet man auch als „stille Entstalinisierung“, da eine Abkehr von der bisherigen Politik zwar teilweise vollzogen, jedoch noch nicht offen proklamiert wurde.
In dieser Zeit war auch die Nachfolge Stalins nicht eindeutig geregelt. Zunächst trat eine kollektive Führung an die Spitze des Staates. Von dieser Führung wurde Beria am 26. Juni 1953 festgenommen (aus Furcht vor dem mächtigen Geheimdienstchef); im Dezember 1953 wurde er hingerichtet. In den folgenden Diadochenkämpfen setzte Chruschtschow sich schließlich – durch geschicktes Taktieren und mit Hilfe des von ihm weitgehend kontrollierten Parteiapparats – gegen seine Rivalen um die Macht durch. Zur politischen Legitimation seiner Herrschaft emanzipierte er sich gezielt von Stalin, obwohl er, wie die gesamte Führungsriege des Landes, zu Lebzeiten zu dessen engsten Vertrauten gezählt hatte und an den Verbrechen des Regimes beteiligt gewesen war. Malenkow – vor Stalins Tod der „zweite Mann“ im Staate – war noch bis zum 8. März 1955 Vorsitzender des Ministerrates.

## Beginn der offenen Entstalinisierung: Chruschtschows Geheimrede auf dem XX. Parteitag 1956
Auf dem XX. Parteitag der KPdSU hielt Chruschtschow in einer geschlossenen Sitzung am 25. Februar 1956 eine Rede Über den Personenkult und seine Folgen, in der er den Personenkult um Stalin, dessen Machtmissbrauch und die staatlichen Repressionen gegen Parteifunktionäre kritisierte. Die Macht der Partei basiere nicht auf einer Person, so Chruschtschow, sondern auf dem „unverbrüchlichen Bund mit den Massen“. Außerdem forderte er eine Wiederbesinnung auf die Lehren Lenins und die damit verbundene Rückkehr zum Prinzip der kollektiven Führung: Kollektivität sei „das führende Prinzip der Leitung der Partei“. Keine Erwähnung in dieser Rede fanden hingegen der Terror gegen die breite Bevölkerung und die politischen „Säuberungen“ vor 1934.
Somit kritisierte Chruschtschow zwar Stalin persönlich, nicht jedoch grundlegende Strukturen des stalinistischen Systems. Trotz des Postulats der Geheimhaltung wurde die Rede an lokale Parteiinstanzen und kommunistische Parteien im Ostblock versandt. Durch Zufall gelangte sie über die israelische Botschaft in Warschau an den israelischen Geheimdienst, der sie an die CIA weiterleitete, worauf sie am 4. Juni 1956 in The New York Times veröffentlicht wurde.

## Aufbruch in Kunst und Literatur: Das kulturelle „Tauwetter“
Das literarische Schaffen der sowjetischen Autoren während der Stalin-Ära war geprägt durch die totale Vereinnahmung der Literatur durch die Kommunistische Partei. Die Kunststilrichtung des Sozialistischen Realismus galt als Maßstab, an dem sich jeder Künstler messen lassen musste. 1954 erschien Ilja Ehrenburgs Roman „Tauwetter“. Anstatt wie bisher üblich ein durchweg positives Bild von der Sowjetunion zu zeichnen, erzählt Ehrenburg eine Geschichte über sowjetische Durchschnittsmenschen und nimmt gleichzeitig eine psychologische Analyse seiner Protagonisten vor. Damit wurde der Roman zu einem Symbol der neuen künstlerischen Möglichkeiten, und sein Titel etablierte sich auch außerhalb der Literatur als Epochenbegriff: „Tauwetter“ stand fortan metaphorisch für den Prozess eines langsamen Auftauens einer durch strenge Direktiven und staatlichen Terror erstarrten Gesellschaft.
Die „Tauwetter-Literatur“ kritisierte insbesondere die so genannte „Produktions- und Kolchosenliteratur“ mit ihren stereotypen Helden, den Handlungsklischees und der konfliktfreien Atmosphäre. Sie stellten darüber hinaus die moderne Fortschrittsgläubigkeit in der Sowjetunion sowie die Verhaltensmechanismen der KPdSU infrage und forderten Wahrhaftigkeit und Aufrichtigkeit in der Literatur.
Allerdings gab es auch zur Zeit des „Tauwetters“ Grenzen, die von der Literatur nicht überschritten werden durften. So kam es weiterhin, wenn nun auch in eingeschränkter Form, zu Publikationsverboten und staatlichen Repressalien gegen Schriftsteller. Das berühmteste Beispiel hierfür bildet der Roman Doktor Schiwago von Boris Pasternak, der für dieses Werk 1958 den Nobelpreis für Literatur erhielt. Wegen der im Roman vorgetragenen Kritik am Marxismus-Leninismus und Bolschewismus, aber auch aufgrund der politischen Instrumentalisierung des Werks durch den Westen wurde der Druck des Romans in der Sowjetunion verboten und der Autor einer Hetzkampagne in der sowjetischen Presse ausgesetzt.
Die neuen Freiräume führten gleichzeitig zu einer kritischen Aufarbeitung des Stalinismus. So befürwortete Chruschtschow 1962 persönlich das Erscheinen von Alexander Issajewitsch Solschenizyns Erzählung „Ein Tag im Leben des Iwan Denissowitsch“, in der Solschenizyn, selbst ehemaliger Häftling, die Grausamkeiten des sowjetischen Lagerlebens eindrucksvoll schilderte.
Für die Musik bedeutete die Entstalinisierung eine Lockerung der 1948 vom ZK der KPdSU geforderten Volksnähe der Kunst. Der unter Stalin einerseits für seinen Modernismus verfemte und andererseits aufgrund seiner internationalen Erfolge gefeierte Komponist Dmitrij Schostakowitsch erlebte eine Art inoffizielle Rehabilitierung und wurde 1957 zum Sekretär des Komponistenverbandes gewählt.
Mit dem Sturz Chruschtschows im Jahre 1964 endete auch die Politik der dosierten Freiräume für die Künstler der Sowjetunion, und die „Tauwetterliteratur“ verschwand in der Breschnew-Ära.

## Konsumgüter statt Schwerindustrie – die Entstalinisierung der sowjetischen Wirtschaft
Nach Stalins Tod stand insbesondere die Wirtschaft vor großen Herausforderungen, da jahrzehntelang einzig die Schwerindustrie zu Lasten von Landwirtschaft und Konsumgüterproduktion vorangetrieben worden war. Verzicht und Zurückhaltung waren der Bevölkerung immer weniger zu vermitteln, weshalb bereits 1952 die ersten Schritte zur Neuordnung der Prioritäten unternommen wurden.
Da allerdings die Rüstungs- und Raumfahrtindustrie, die zeitweise bis zu 30 % der Staatsausgaben für sich beanspruchten, für das Kräftegleichgewicht mit den USA unverzichtbar waren, konnten die Investitionen nicht reduziert werden. Die Weiterentwicklung der Schwerindustrie blieb deshalb wesentlicher Bestandteil der sowjetischen Wirtschaftspolitik.
Bestrebungen zur Effizienzsteigerung, die zumindest das Budget zugunsten der anderen Wirtschaftszweige entlasten sollten – wie eine massive Dezentralisierung und Regionalisierung sowie der Abbau der bürokratischen Planungsapparate – scheiterten zu guter Letzt am allgemeinen Desinteresse, grundsätzliche planwirtschaftliche Defizite zu reformieren. Die Neuerungen wurden deshalb teilweise schon von Chruschtschow, endgültig aber nach dessen Sturz wieder revidiert.
Dennoch kam es im Bereich der Konsumgüterindustrie zu einer schrittweisen Steigerung des Produktionsvolumens, welches jedoch kaum mit dem seit Mitte der 1950er Jahre rasch anwachsenden Bedarf der sowjetischen Bevölkerung Schritt halten konnte. Eine wichtige Ausnahme bildete hierbei der staatliche Wohnungsbau, dem unter Chruschtschow besondere Bedeutung beigemessen wurde. Dieser führte zu einer sichtbaren Verbesserung der vor allem seit dem Zweiten Weltkrieg außerordentlich angespannten Wohnungssituation in der UdSSR. Die quantitative Erhöhung des Wohnungsbestandes und der Konsumgüterproduktion ging allerdings nach wie vor mit Qualitätsmängeln einher. Die Maßnahmen können daher lediglich in ihren Ansätzen als erfolgreich gewertet werden, da sie die Defizite der für eine Planwirtschaft symptomatischen Schwächen nicht überwinden konnten.
In der Landwirtschaft strebte Chruschtschow danach, die Agrarproduktion durch eine Ausweitung der Anbauflächen zu erhöhen. Die Steppen an der unteren Wolga, im nördlichen Kasachstan und im westlichen Sibirien sollten für den Ackerbau fruchtbar gemacht werden. Die staatlichen Kampagnen zur Gewinnung von Neuland unterschieden sich in ihrem Wesen kaum von der Mobilisierung der Massen unter Stalin. Während die Neuland-Kampagne zumindest vorübergehende Erfolge erzielen konnte, scheitere der Versuch des Maisanbaus vor allem aus klimatischen Gründen.

## Reformen im Strafvollzug und partielle Öffnung der Lager
Nur wenige Monate nach der „Geheimrede“ Chruschtschows auf dem XX. Parteitag wurde das GULag als Hauptverwaltung des stalinistischen Lagersystems aufgelöst und die verbleibenden Lager verschiedenen anderen Dienststellen unterstellt. Nach offiziellen sowjetischen Angaben erfolgte daneben bis Mai 1957 die Entlassung von 70 % der Lagerinsassen von 1953 aus der Haft. Die Zahl der Lager verringerte sich deutlich und auch die Haftbedingungen verbesserten sich. Dennoch blieb die Institution des Lagersystems als Strafvollzugssystem bis zum Ende der Sowjetunion bestehen.
Weiterhin verschwanden, wenngleich auch in deutlich geringerer Zahl als unter Stalin, potentielle und vermeintliche Gegner der Staatsmacht in den Lagern. Letztere dienten damit weiterhin, wenn auch in abgeschwächter Form, der Unterdrückung und Disziplinierung der Bevölkerung. Eine weitere grundlegende Funktion verlor das Lagersystem indes nahezu vollständig: Von 1929 bis 1953 sollte die Arbeitskraft der Häftlinge für die Staatswirtschaft gewinnbringend genutzt werden. Als Zwangsarbeiter wirkten die Häftlinge des GULag jahrzehntelang an der Industrialisierung der Sowjetunion mit. Nachdem diese ein gewisses Niveau erreicht hatte, zeigte sich in den 1950er Jahren immer mehr, dass die Sowjetunion nun nicht mehr die massive Arbeitskraft schlecht ausgebildeter und nach kurzer Zeit entkräfteter Zwangsarbeiter, sondern qualifizierte und motivierte Facharbeiter benötigte.
Auf Grund der offenkundig gewordenen ökonomischen Ineffektivität der Häftlingsarbeit im Rahmen der auf Dezentralisierung abzielenden neuen Wirtschaftspolitik unter Chruschtschow endete damit die unter Stalin aufgebaute Funktion des GULag als wichtiger Wirtschaftsfaktor in der Sowjetunion. Dies dürfte ein wesentlicher Grund für die Entlassung des Millionenheeres unfreier Lagerzwangsarbeiter nach 1953 gewesen sein.

## XXII. Parteitag im Oktober 1961

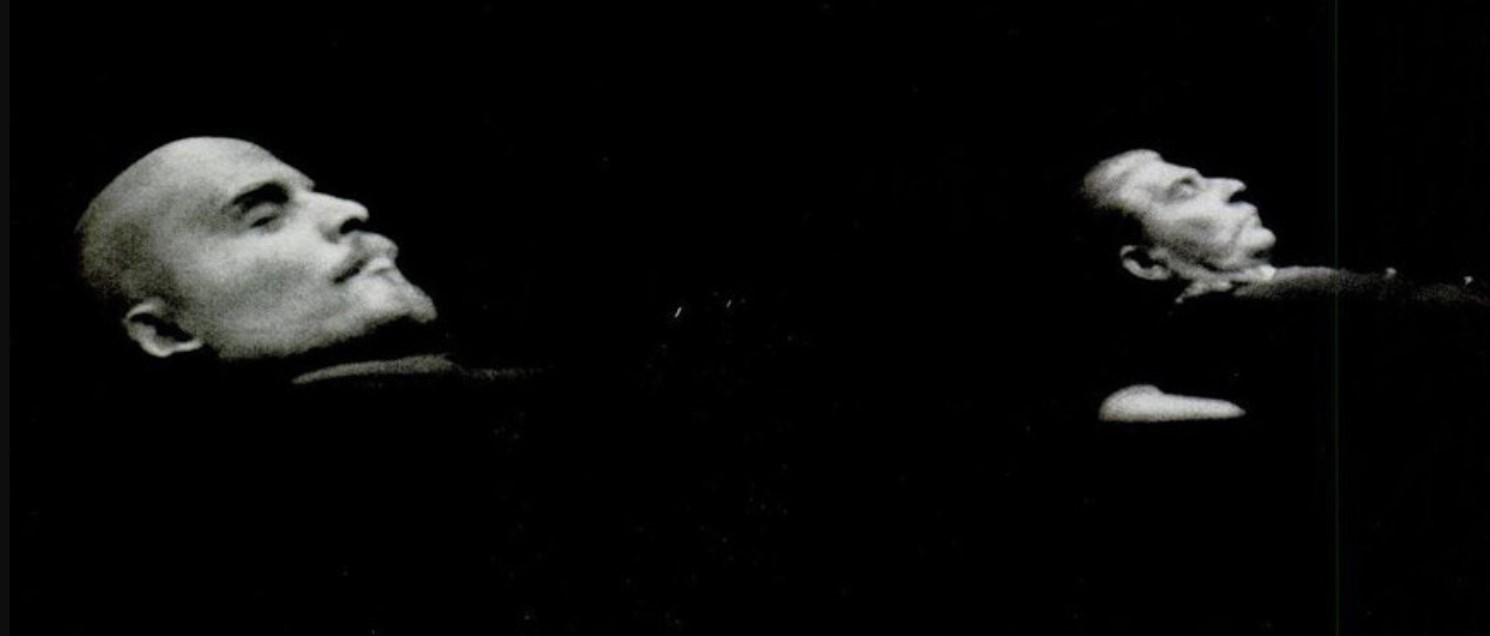
Neben Lenin im Leninmausoleum aufgebahrte Leiche Stalins (1955)

Beim XXII. Parteitag der KPdSU im Oktober 1961 sollte die Verabschiedung des neuen Parteiprogramms im Mittelpunkt stehen. Gleichwohl setzte Chruschtschow (wohl zur Überraschung vieler Delegierter) die Entstalinisierung erneut auf die Tagesordnung; das Verhalten und die Machenschaften der „parteifeindlichen“ Gruppe um Wjatscheslaw Michailowitsch Molotow (die schon 1957 entmachtet worden war) wurde öffentlich angeprangert.
Podgorny und J.W. Spiridonow (Erster Sekretär von Leningrad) und Masurow (Erster Sekretär der Weißrussischen KP) hielten dazu die Hauptreden.
In zahlreichen Reden wurde die „parteifeindliche“ Gruppe der Beteiligung an den Verbrechen Stalins beschuldigt und deren Ausschluss aus der Partei sowie die Einleitung strafrechtlicher Verfolgungsmaßnahmen gefordert. Auf Beschluss des Parteitages wurde Stalins Name aus der sowjetischen Öffentlichkeit getilgt: zahlreiche nach ihm benannte Städte und Straßen wurden umbenannt; sein Leichnam wurde aus dem Lenin-Mausoleum entfernt.
Durch den erneuten Rückgriff auf die Entstalinisierung versuchte Chruschtschow seine geschwächte Machtposition gegenüber seinen innerparteilichen Gegnern wieder zu festigen.
Am 31. Oktober 1961 wurde Stalins Leiche aus dem Lenin-Mausoleum in die Nekropole an der Kremlmauer umgebettet.
Kurz nach dem XXII. Parteitag wurden auch in Bulgarien, Ungarn, Rumänien und der DDR Tausende von Stalin-Straßen, -Plätzen und -Fabriken umbenannt, Stalin-Denkmäler demontiert, Stalin-Bilder übermalt und Stalins Werke aus den Bibliotheken entfernt.
Das sowjetische Stalingrad (bis 1925 Zarizyn) wurde in Wolgograd umbenannt. Die „Schlacht von Stalingrad“ wurde in der Sowjetunion nun „Schlacht von Wolgograd“, in der DDR die „Schlacht an der Wolga“ genannt.

## Ende der Entstalinisierung
Chruschtschow wurde am 14. Oktober 1964 aufgrund des verlorenen Rückhalts innerhalb des Zentralkomitees abgesetzt. Enttäuschte Hoffnungen in der Wirtschaftspolitik, eine Konzentration der Macht in der Hand eines Einzelnen und eine Reihe strittiger außenpolitischer Entscheidungen begünstigten den Machtverlust. Als Nachfolger trat Leonid Breschnew die Position des Ersten Sekretärs des ZKs der KPdSU an.
Unter der neuen Führung wurden keine weiteren Maßnahmen einer aktiven Entstalinisierungspolitik mehr ergriffen, man orientierte sich stattdessen wieder an den Prinzipien und Traditionen des Stalinismus; deshalb spricht man in diesem Zusammenhang auch vom Neostalinismus.
Als symptomatisch für die Übergangszeit von der Entstalinisierung zur Neuausrichtung kann der Fall des Historikers Alexander Nekritsch gelten. Er kritisierte 1965 in seinem Buch 22. Juni 1941 Stalins Versäumnisse am Vorabend des deutschen Überfalls auf die Sowjetunion und befand sich damit weitgehend auf dem Boden der Kritik, die Chruschtschow bereits in seiner Geheimrede an Stalin geübt hatte. Obwohl Nekritschs Darstellung auf große Zustimmung stieß, kam das Buch 1967 auf die Liste verbotener Bücher. Außerdem wurde Nekritsch der Grundlage seiner wissenschaftlichen Lehr- und Forschungstätigkeit beraubt, so dass er 1971 schließlich in die USA emigrierte.

## Entstalinisierung in anderen Ländern
Am 17. April 1956 wurde das Informationsbüro der kommunistischen und Arbeiterparteien Kominform aufgelöst. Die Prawda erklärte, von den kommunistischen Parteien müsse gefordert werden, „die Eigenheiten der nationalen Bedingungen ihrer Länder besonders sorgfältig zu berücksichtigen“. Die zu Stalins Zeit enge Führung der kommunistischen Parteien durch die Moskauer KP wurde nun gelockert. Es begann eine Entwicklung zum „Polyzentrismus“.

### China
siehe Chinesisch-sowjetisches Zerwürfnis

### DDR
Der XX. Parteitag der KPdSU stellte die SED-Führung vor eine schwierige Situation. Gerade erst hatten sie die Krise, in die sie durch den Volksaufstand von 17. Juni 1953 geraten war, überwunden; nun drohte eine scharfe Kritik an dem verstorbenen Stalin, auf den sie bis 1956 ganz eingeschworen waren, ihren Herrschaftsanspruch erneut zu delegitimieren: Noch im Oktober 1955 hatte sich die Parteispitze auf der 25. Tagung des ZK der SED auf die „Lehre von Marx, Engels, Lenin und Stalin“ berufen. Der Text der Geheimrede Chruschtschows wurde denn auch in der DDR geheim gehalten. Stattdessen veröffentlichte Walter Ulbricht im Parteiorgan Neues Deutschland am 4. März 1956 einen Artikel, in dem er zunächst Stalins „bedeutende Verdienste beim Aufbau des Sozialismus und im Kampf gegen die parteifeindlichen Gruppierungen“ lobte.

„Als sich Stalin jedoch später über die Partei stellte und den Personenkult pflegte, erwuchsen der KPdSU und dem Sowjetstaat daraus bedeutende Schäden. Zu den Klassikern des Marxismus kann man Stalin nicht rechnen.“

 Damit hatte er sich oberflächlich von Stalin distanziert; eine tiefergehende Auseinandersetzung mit dem Stalinismus unterblieb. Der Text „Über den Personenkult und seine Folgen“ wurde den Delegierten der 3. Parteikonferenz der SED im März von Karl Schirdewan knapp erläutert; doch hatte Ulbricht sich schon im Vorfeld dafür ausgesprochen, die Lehren des XX. Parteitags nur so weit, wie sie auf die Verhältnisse der DDR anwendbar seien, zu beherzigen. In einem weiteren Beitrag im Neuen Deutschland erklärte das Politbüro am 29. April, es habe in der DDR weder Personenkult noch Massenrepressalien gegeben, weswegen auch kein Anlass zu einer „rückwärtsgewandten Fehlerdiskussion“ existiere. Einen Ansatz zu einer ideologischen Wende gab die 28. Tagung des ZK der SED im Juli 1956, in der zu einer „Überwindung des Dogmatismus“ aufgerufen und die bisherige Verurteilung des Titoismus revidiert wurde. Die Generallinie blieb aber dieselbe wie zuvor.
Im humanitären Bereich gab es einige Erleichterungen: Der ehemalige Justizminister Max Fechner wurde aus der Haft entlassen, wo er wegen seines Beharrens auf rechtsstaatliche Prinzipien bei der Niederschlagung des Volksaufstands 1953 einsaß; ehemals führende SED-Politiker wie Franz Dahlem, Elli Schmidt, Anton Ackermann und Hans Jendretzky, die 1953 in Ungnade gefallen waren, weil sie den Versuch Rudolf Herrnstadts und Wilhelm Zaissers, Ulbricht zu entmachten, unterstützt hatten, wurden rehabilitiert. Sie erlangten aber ihre vorherige Machtstellung nicht wieder. Über 20.000 politische Häftlinge wurden freigelassen.
Diese Änderungen ließen bei einigen DDR-Bürgern und Politikern die Hoffnung aufkommen, eine weitergehende Liberalisierung sei möglich. Intellektuelle begannen, vergleichsweise offen zu diskutieren; der Cheflektor des Aufbau-Verlags Wolfgang Harich suchte mit einem Kreis Gleichgesinnter nach Möglichkeiten einer Wiedervereinigung Deutschlands. Angesichts der Unruhen, die die Entstalinisierung in Polen und Ungarn ausgelöst hatte, unterband die SED-Führung diese Bestrebungen jedoch rasch: Mit dem 30. Plenum des ZKs der SED, das vom 30. Januar bis zum 1. Februar 1957 tagte, endete das „kurze Tauwetter in der DDR“.
Die Entstalinisierung begann in der DDR erst im November 1961 nach dem XXII. Parteitag der KPdSU: Der Name Stalins verschwand ohne jede öffentliche Auseinandersetzung von Orts- und Straßenschildern, aus Liedtexten und Filmsequenzen, so wurden Stalinstadt, die Elektro-Apparate-Werke J. W. Stalin und Straßen, wie die Ost-Berliner Stalinallee in der Nacht zum 14. November 1961 umbenannt und das dortige Stalindenkmal beseitigt. In den Schulen wurden die Stalinbilder in den Klassenräumen abgehängt.
Auch diese Maßnahmen änderten aber nur Nuancen in der weiterhin bestehenden Diktatur.

### Polen
Nach dem Tod Stalins im März 1953 folgten Lockerungen im kulturellen und im politischen Bereich. Am 28. Februar 1956 beschloss das Politbüro der PVAP nach Berichterstattung durch Jerzy Morawski, Jakub Berman, Józef Cyrankiewicz und Aleksander Zawadzki, wichtige Parteiaktivisten vom 3. bis 4. März nach Warschau einzuberufen, um auch sie über die Rede zu informieren. Morawski und seine Kollegen im Politbüro mussten sich bohrende Fragen aus dem Plenum gefallen lassen.
Drei Tage nach diesem ersten Treffen kam eine größere Gruppe von Parteikadern in Warschau zusammen, die harsche Kritik an der seit acht Jahren mit harter Hand führenden Regierung Bierut und der weiteren Zugehörigkeit von Stalinisten zum Politbüro äußerten. Der vollständige Text der Chruschtschow-Rede war in der PVAP offiziell noch nicht in Umlauf; was von ihrem Inhalt durchgesickert war, löste eine Flut Bierut-kritischer Kommentare aus. Bolesław Bierut hatte nach Chruschtschows Rede einen Herzanfall erlitten und war nach dem Ende des Parteitages zur Rekonvaleszenz in Moskau geblieben. Sein plötzlicher Tod am 12. März gab der Entstalinisierung in Polen einen enormen Schub.
Innerhalb von ein, zwei Tagen tauchten in nahezu allen Landesteilen große Mengen antikommunistischer und antisowjetischer Flugblätter auf, in denen Bierut an den Pranger gestellt wurde, Freude über seinen Tod geäußert und die polnische Führung als „russisch-beherrschte Regierung“ geschmäht wurde. Graffiti tauchten auf Hauswänden in Warschau (vor allem in der Universität) und in anderen Städten des Landes auf. Schnell machten Gerüchte die Runde, Bierut sei „von der sowjetischen Geheimpolizei auf Geheiß der KPdSU-Führung vergiftet“ worden. Auch einige Parteifunktionäre behaupteten dies öffentlich. Gegen den Willen des neuen Kremlchefs wählte die PVAP Edward Ochab zum Nachfolger Bieruts.
Nach der blutigen Niederschlagung des Posener Aufstands, der zunächst materielle Hintergründe gehabt hatte, am 28. Juni 1956 vertiefte sich der Streit über das weitere Vorgehen im Politbüro. Verschärft wurde die Lage durch den Volksaufstand in Ungarn. Während die stalinistische Fraktion in Polen (nach ihrem Treffpunkt im ehemaligen Potocki-Palast im Warschauer Stadtteil Natolin auch Natolin-Gruppe genannt) für eine Fortsetzung des politischen Kurses plädierte, sprachen sich die Liberalen (auch Puławy-Gruppe genannt) für eine gesellschaftliche Reformbewegung aus, die die Diktatur des Proletariats allerdings nicht antasten wollte. Letztere setzten sich durch. Der stalinistische Vorsitzende der 'Staatlichen Kommission für Wirtschaftsplanung' Hilary Minc musste zurücktreten; der rehabilitierte ehemalige Generalsekretär Władysław Gomułka kehrte am 21. Oktober (siehe Polnischer Oktober) im Triumph an die Macht zurück, obwohl Moskau dem zunächst nicht zustimmen wollte. Trotz Unterstützung durch die Sowjetunion konnte Verteidigungsminister Konstantin Konstantinowitsch Rokossowski seine ablehnende Haltung gegenüber Gomułka nicht durchhalten und wurde im November 1956 nach Moskau abgerufen. Schon in seiner ersten Rede kündigte Gomułka tiefgreifende Reformen an, ein Versprechen, das allerdings nur zögerlich oder gar nicht eingelöst wurde.

### Ungarn
Ab 1945 hatte Mátyás Rákosi die Sowjetisierung Ungarns betrieben und sich die Machtfülle eines Diktators verschafft (siehe Näheres hier). Im Juni 1953 zwang die sowjetische Führung Rákosi, das Amt des Ministerpräsidenten (zugunsten von Imre Nagy) aufzugeben. Er blieb jedoch Parteichef der „Partei der Ungarischen Werktätigen“. Anfang 1955 riss die Gruppe um Rákosi die Macht wieder an sich: Nagy wurde am 14. April 1955 seiner Ämter enthoben und András Hegedüs zu seinem Nachfolger bestimmt. Rákosi blieb weiterhin MDP-Generalsekretär, obwohl sich der ungarische Volksaufstand schon abzeichnete, und ließ Tausende Regimegegner verhaften oder umbringen.
Das Bekanntwerden von Chruschtschows Geheimrede förderte die Entstalinisierung maßgeblich; Rákosi verlor im Juli 1956 seinen Posten als MDP-Generalsekretär. 1956 wurde László Rajk, Opfer eines Schauprozesses von 1949, offiziell rehabilitiert und sein Leichnam unter großer öffentlicher Anteilnahme umgebettet.
Am 23. Oktober 1956 begann der Ungarische Volksaufstand: einer genehmigten Demonstration von Studenten schlossen sich bis zum Abend 300.000 Ungarn spontan an. Auf Forderungen nach Demokratisierung und Wiedereinsetzung Nagys als Ministerpräsident reagierte der neue MDP-Generalsekretär Ernő Gerő mit der Alarmierung sowjetischer Truppen und einer Rundfunkrede, die die Gemüter zusätzlich erhitzte. Die ÁVH (ungarische Staatssicherheits-Polizei) schoss auf Demonstranten vor der Rundfunkzentrale, was als einer der Auslöser des Volksaufstandes gilt. Teile der Bevölkerung bewaffneten sich, kämpften gegen sowjetische Truppen und die Polizei, stürzten die Budapester Stalinstatue und erzwangen Gerős Rücktritt. Imre Nagy wurde wieder Ministerpräsident.
Der Aufstand wurde durch die sowjetische Armee blutig niedergeschlagen. Nagy wurde im Juni 1958 in einem Geheimprozess zum Tode verurteilt und hingerichtet. Bis 1963 wurden etwa 400 Menschen, vorwiegend Arbeiter, hingerichtet. Über 200.000 Ungarn emigrierten nach dem gescheiterten Volksaufstand nach Westeuropa oder Nordamerika.
Neuer „starker Mann“ in Ungarn wurde János Kádár; er blieb bis Mai 1988 Generalsekretär.

### Bulgarien
Während der Stalinzeit war Walko Tscherwenkow (1900–1980) Staats- und Parteichef Bulgariens.
Nach Stalins Tod bemühte er sich um mehr politischen Rückhalt in der Bevölkerung. Er gab seinen Parteivorsitz 1954 auf, reduzierte den Einfluss der Sowjetunion auf das wirtschaftliche und politische Geschehen in Bulgarien, verringerte die Kollektivierung und ließ bis 1955 etwa 10.000 politische Gefangene frei. Nach Chruschtschows Geheimrede auf dem XX. Parteitag der KPdSU 1956 verurteilte die bulgarische KP im April 1956 den Stalinismus und implizit den Autoritarismus Tscherwenkows, der im gleichen Jahr zurücktrat. Sein Nachfolger wurde Todor Schiwkow (1911–1998), der nicht zur Moskauer Emigrantengruppe gehörte, sondern die bulgarische Widerstandsbewegung unterstützt hatte. Der nach einem stalinistischen Schauprozess 1949 hingerichtete Trajtscho Kostow wurde rehabilitiert; ebenso alle anderen, die im Prozess gegen ihn als „Titoisten“ verurteilt worden waren. 1957 wurden weitere stalinistische Funktionäre ihrer Ämter enthoben, 1961 schloss das November-Plenum des ZK der BKP Tscherwenkow aus der Partei aus.

### Rumänien
In Rumänien setzte die Entstalinisierung nur zögerlich ein. Gheorghe Gheorghiu-Dej (1901–1965) konnte sich bis zu seinem Tod im März 1965 an der Spitze von Staat und Partei behaupten. Erst im April 1968 wurde er posthum in einem Beschluss des ZK der RKP als Verantwortlicher für Verstöße gegen Recht und Gesetz sowie für den Tod führender kommunistischer Politiker während der frühen 1950er Jahre kritisiert. Opfer des Stalinismus wie der frühere Justizminister Lucrețiu Pătrășcanu wurden rehabilitiert, die „sozialistische Gesetzlichkeit“ wurde wiederhergestellt, gleichzeitig strebte die Partei nach größerer politisch-ideologischer und nationaler Unabhängigkeit von der Sowjetunion unter Beibehaltung der diktatorischen Regierungsweise.

### Jugoslawien
Ende 1947 änderte Stalin seine Balkanpolitik. Zum einen gab er die Sache der Kommunisten im griechischen Bürgerkrieg (1946–49) verloren, zum anderen wollte er den eigenständig und selbstbewusst auftretenden jugoslawischen Staatschef Tito „in die Schranken weisen“. Am 10. Februar 1948 rügte Stalin in Moskau in scharfer Form hochrangige Parteidelegationen aus Bulgarien und Jugoslawien für ihre Politik. Tito und Dimitrow hätten, ohne Moskau zu konsultieren, eine Reihe eigenmächtiger Aktionen innerhalb der sowjetischen Machtsphäre unternommen. Dimitrow beugte sich Stalin und gestand seine Fehler ein; dagegen verließ die jugoslawische Delegation Moskau ohne irgendwelche Zusagen. Der Konflikt zwischen Belgrad und Moskau verschärfte sich in den folgenden Wochen weiter, weil Tito und mit ihm das jugoslawische ZK nicht bereit waren, sich den sowjetischen Vorgaben unterzuordnen. Daraufhin wurde die jugoslawische KP im Juni 1948 aus dem Kominform ausgeschlossen. Albanien und Bulgarien dagegen wurden wieder Satelliten der Sowjetunion (bzw. wurden von Stalin dazu gemacht) und brachen ihrerseits mit Jugoslawien.

### Albanien
Anders als die anderen Ostblockländer distanzierte sich das offizielle Albanien in den Jahren nach Stalins Tod weder von der Person noch von der Politik Stalins. Das führte beginnend in den 1960er Jahren zu einer allmählichen Abspaltung Albaniens von der sozialistischen Staatengemeinschaft. Albanien blieb zwar formell Mitglied des Warschauer Vertrages und des RGW, nahm aber nicht mehr an gemeinsamen militärischen und wirtschaftlichen Maßnahmen teil (wirtschaftliche Zusammenarbeit nur noch bilateral). Ideologisch distanzierte sich Albanien stattdessen von der nach-stalinschen Politik insbesondere der Sowjetunion. Der Schlüssel zum Verständnis liegt vor allem in den Nachkriegs-Bestrebungen Jugoslawiens unter Tito, sich Albanien einzuverleiben, denen Stalin durch die volle Anerkennung Albaniens und die Stärkung von dessen Souveränität ein Ende bereitete. Erst 1991 erhielt die Industriestadt Qytet Stalin (Namensgebung 1951) ihren früheren Namen Kuçova zurück, weitere Benennungen von Straßen und Einrichtungen sowie Bildnisse wurden 1991 aus der Öffentlichkeit verbannt.